# Franz Liebhard
Franz Liebhard (* 6. Juni 1899 in Temesvár, Königreich Ungarn, Österreich-Ungarn; † 17. Dezember 1989 in Timișoara, Sozialistische Republik Rumänien), auch Franz Liebhardt, war der Künstlername von Róbert Reiter, einem rumäniendeutschen Dichter des Expressionismus und Dramaturgen. Er verfasste Gedichte und Essays in deutscher und ungarischer Sprache.

## Leben
Franz Liebhard wurde im damaligen Temesvár als Sohn einer Handwerkerfamilie geboren. Seinen Schulabschluss erhielt er am dortigen Nikolaus Lenau Lyzeum. Seine ersten schriftstellerischen Versuche machte Liebhard in ungarischer Sprache und benutzte dabei die magyarisierte Form seines Namens, Reiter Róbert. 1916 wurde die von ihm mitredigierte Schülerzeitung Holnap (deutsch Der Morgen) aufgrund eines Friedensappells vom Schuldirektor suspendiert. Das Gedicht Erdő (deutsch Wald) in Lajos Kassáks avantgardistischer Zeitschrift Ma (deutsch Heute) war 1917 seine erste Veröffentlichung.
Im gleichen Jahr begann er ein Philologiestudium in Budapest. Politisch wurde Liebhard auf der Seite der Sozialdemokraten aktiv. Er hielt Reden, schrieb linksorientierte Artikel, was ihm bei einem Generalstreik in Temesvár die Verhaftung und den Beinamen Der Rote Reiter einbrachte. Nach der Zerschlagung der  Räterepublik Ungarn ging Liebhard nach Wien, mehr aus Solidarität zu der vor dem Weißen Terror flüchtenden politischen und künstlerischen Elite der ungarischen Kommunisten als aus Notwendigkeit. Hier setzte er sein Studium fort und nahm an der Seite von Kassák aktiv am literarischen Leben der ungarischen Emigranten teil und dichtete weiterhin in ungarischer Sprache.
Nach seinem Studium kehrte er 1925 in das nach dem Vertrag von Trianon nun rumänische Timișoara zurück. Liebhard arbeitete dort in den Redaktionen der in ungarischer Sprache verfassten Munkáslap (deutsch Arbeiterzeitung) des Katholischen Arbeitervereins und der deutschsprachigen katholisch-konservativen Banater Deutsche Zeitung (BDZ). Er heiratete und wurde Vater von zwei Kindern. Seine Kontakte zur ungarischen Literaturszene brachen langsam ab und er begann vorwiegend in deutscher Sprache zu schreiben. In den 1930er Jahren war er als Publizist tätig und schrieb nur noch gelegentlich Gedichte. Er veröffentlichte Aufsätze wie Deutsche Kunst im Banat in der Publikation Klingsor, die gezielte politische Propaganda im Sinne des Nationalsozialismus verbreitete. Während des Zweiten Weltkriegs war er weiterhin bei der Nachfolgepublikation der BDZ, der nationalsozialistischen Südostdeutschen Zeitung, als Redakteur tätig.
Mit dem Ende des Zweiten Weltkriegs wurde er mit etwa 70.000 anderen Rumäniendeutschen für drei Jahre zur Zwangsarbeit in die Sowjetunion verschleppt. Nach seiner Rückkehr entstanden in den folgenden 25 Jahren zehn Lyrik- und Essaybände, darunter auch zahlreiche Oden an Josef Stalin. Freunde übersetzten seine Arbeiten in die rumänische und ungarische Sprache. Seine sozialistische Aufbaulyrik der 1950er Jahre war plakativ und einfach. In der relativ kleinen rumäniendeutschen Literatur nahm Liebhard eine Vermittlerrolle zwischen den Marxisten und der „Opposition“ ein, jedoch galt er als systemnah. Sein Huldigungsgedicht  Ein Begriff – eine Hommage auf Nicolae Ceaușescu – wurde mehrfach an prominenter Stelle in rumänischen Propagandabüchern publiziert. Die ersten Zeilen dieses Gedichtes: Ceaușescu, Partei und Vaterland waren der Titel eines Sammelbandes von 1982, in dem „zeitgenössische Autoren dem Genossen Nicolae Ceaușescu anlässlich seines 65. Geburtstages ihre Huldigung“ darbrachten.
Liebhard wurde als Dramaturg an das Deutsche Staatstheater Temeswar berufen und hielt diese Position bis zur Pensionierung im Jahre 1968. Vom rumänischen Staat erhielt er zahlreiche Auszeichnungen; so wurde er in seinen späteren Jahren als Doyen der Banatdeutschen Dichtung geehrt.

## Veröffentlichungen
- Als Reiter Róbert: Elsüllyedt dal (Versunkenes Lied). Vorwort von Balázs Imre József, Kriterion Verlag, Cluj 2016
- Als Róbert Reiter: Abends ankern die Augen. Dichtungen. Nachwort von Max Blaeulich, Wieser Verlag, Klagenfurt 1989
- Miniaturen aus vier Jahrzehnten. Kriterion, Bukarest 1972
- Temeswarer Abendgespräch: Historien, Bilder und andere Prosa. Facla-Verlag, Timișoara 1977
- Banater Mosaik. Beiträge zur Kulturgeschichte. Erster Band, Bukarest 1976
- Gedichte. Jugendverlag, Bukarest 1964
- Der Türkenschatz. Espla Staatsverlag für Kunst und Literatur, Bukarest 1958